# WTA-toernooi van Indianapolis (VS)
Het WTA-toernooi van Indianapolis was een tennistoernooi voor vrouwen dat in 1972 en 1973, alsmede van 1983 tot en met 1992 plaatsvond in de Amerikaanse stad Indianapolis. In het jaar 1985 werd het toernooi tweemaal georganiseerd: in maart en in oktober. De officiële naam van het toernooi was Virginia Slims (VS) of Indianapolis.
De WTA organiseerde het toernooi, dat laatstelijk in de categorie "Tier IV" viel en werd gespeeld op hardcourt-binnenbanen.
Er werd door 32 deelneemsters per jaar gestreden om de titel in het enkelspel, en door 16 paren om de dubbelspeltitel. Aan het kwalificatietoernooi voor het enkelspel namen 32 speelsters deel, met vier plaatsen in het hoofdtoernooi te vergeven.

## Officiële namen
| 1972–1973 | Virginia Slims of Indianapolis |
| 1974–1982 | geen toernooi                  |
| 1983–1989 | Virginia Slims of Indianapolis |
| 1990–1991 | Jello Classic                  |
| 1992      | Indianapolis Classic           |

## Meervoudig winnaressen enkelspel
| speelster          | aantal titels | in de jaren      |
| ------------------ | ------------- | ---------------- |
| / Katerina Maleeva | 3             | 1988, 1989, 1991 |
| Billie Jean King   | 2             | 1972, 1973       |

## Enkel- en dubbelspeltitel in één jaar
| speelster        | in het jaar |
| ---------------- | ----------- |
| Kathleen Horvath | 1985maart   |
| Bonnie Gadusek   | 1985oktober |
| Zina Garrison    | 1986        |

## Finales

### Enkelspel
| Datum      | Naam                           | Cat.          | ($)           | Ondergrond        | Winnares          | Verliezend finaliste | Uitslag       |               |
| ---------- | ------------------------------ | ------------- | ------------- | ----------------- | ----------------- | -------------------- | ------------- | ------------- |
| 1972-05-01 | Virginia Slims of Indianapolis |               | 20.000        | tapijt, binnen    | Billie Jean King  | Nancy Richey-Gunter  | 6-3, 6-3      |               |
| 1973-02-19 | VS of Indianapolis             |               | 35.000        |                   | Billie Jean King  | Rosie Casals         | 5-7, 6-2, 6-4 |               |
| 1974–1982  | geen toernooi                  | geen toernooi | geen toernooi | geen toernooi     | geen toernooi     | geen toernooi        | geen toernooi | geen toernooi |
| 1983-02-07 | VS of Indianapolis             |               | 50.000        | tapijt, binnen    | Anne Hobbs        | Ginny Purdy          | 6-4, 6-7, 6-4 | details       |
| 1984-01-30 | VS of Indianapolis             |               | 50.000        | tapijt, binnen    | JoAnne Russell    | Pascale Paradis      | 7-6, 6-2      | details       |
| 1985-03-04 | VS of Indianapolis             |               | 75.000        | tapijt, binnen    | Kathleen Horvath  | Elise Burgin         | 6-2, 6-4      | details       |
| 1985-10-07 | VS of Indianapolis             |               | 75.000        | tapijt, binnen    | Bonnie Gadusek    | Pam Casale           | 6-0, 6-3      | details       |
| 1986-10-27 | VS of Indianapolis             |               | 75.000        | hardcourt, binnen | Zina Garrison     | Melissa Gurney       | 6-3, 6-3      | details       |
| 1987-10-26 | VS of Indianapolis             |               | 75.000        | hardcourt, binnen | Halle Cioffi      | Anne Smith           | 4-6, 6-4, 7-6 | details       |
| 1988-10-24 | VS of Indianapolis             | Tier V        | 100.000       | hardcourt, binnen | Katerina Maleeva  | Zina Garrison        | 6-3, 2-6, 6-2 | details       |
| 1989-10-30 | VS of Indianapolis             | Tier V        | 100.000       | hardcourt, binnen | Katerina Maleeva  | Raffaella Reggi      | 6-4, 6-4      | details       |
| 1990-11-05 | Jello Classic                  | Tier IV       | 150.000       | hardcourt, binnen | Conchita Martínez | Leila Meschi         | 6-4, 6-2      | details       |
| 1991-11-11 | Jello Classic                  | Tier IV       | 150.000       | hardcourt, binnen | Katerina Maleeva  | Audra Keller         | 7-6, 6-2      | details       |
| 1992-11-09 | Indianapolis Classic           | Tier IV       | 150.000       | hardcourt, binnen | Helena Suková     | Linda Wild           | 6-4, 6-3      | details       |

### Dubbelspel
| Datum      | Naam                           | Cat.          | ($)           | Ondergrond        | Winnaressen                        | Verliezend finalistes              | Uitslag       |               |
| ---------- | ------------------------------ | ------------- | ------------- | ----------------- | ---------------------------------- | ---------------------------------- | ------------- | ------------- |
| 1972-05-01 | Virginia Slims of Indianapolis |               | 20.000        | tapijt, binnen    | Rosie Casals Karen Krantzcke       | Judy Dalton Françoise Dürr         | 6-2, 6-3      |               |
| 1973-02-19 | VS of Indianapolis             |               | 35.000        |                   | Rosie Casals Billie Jean King      | Margaret Court Lesley Hunt         | 7-6, 6-4      |               |
| 1974–1982  | geen toernooi                  | geen toernooi | geen toernooi | geen toernooi     | geen toernooi                      | geen toernooi                      | geen toernooi | geen toernooi |
| 1983-02-07 | VS of Indianapolis             |               | 50.000        | tapijt, binnen    | Lea Antonoplis Barbara Jordan      | Rosalyn Fairbank Candy Reynolds    | 5-7, 6-4, 7-5 | details       |
| 1984-01-30 | VS of Indianapolis             |               | 50.000        | tapijt, binnen    | Cláudia Monteiro Yvonne Vermaak    | Beverly Mould Elizabeth Sayers     | 6-7, 6-4, 7-5 | details       |
| 1985-03-04 | VS of Indianapolis             |               | 75.000        | tapijt, binnen    | Elise Burgin Kathleen Horvath      | Jennifer Mundel Molly Van Nostrand | 6-4, 6-1      | details       |
| 1985-10-07 | VS of Indianapolis             |               | 75.000        | tapijt, binnen    | Bonnie Gadusek Mary-Lou Piatek     | Penny Barg Sandy Collins           | 6-1, 6-0      | details       |
| 1986-10-27 | VS of Indianapolis             |               | 75.000        | hardcourt, binnen | Zina Garrison Lori McNeil          | Candy Reynolds Anne Smith          | 4-5, opg.     | details       |
| 1987-10-26 | VS of Indianapolis             |               | 75.000        | hardcourt, binnen | Jenny Byrne Michelle Jaggard       | Beverly Bowes Hu Na                | 6-2, 6-3      | details       |
| 1988-10-24 | VS of Indianapolis             | Tier V        | 100.000       | hardcourt, binnen | Larisa Savtsjenko Natallja Zverava | Katrina Adams Zina Garrison        | 6-2, 6-1      | details       |
| 1989-10-30 | VS of Indianapolis             | Tier V        | 100.000       | hardcourt, binnen | Katrina Adams Lori McNeil          | Claudia Porwik Larisa Savtsjenko   | 6-4, 6-4      | details       |
| 1990-11-05 | Jello Classic                  | Tier IV       | 150.000       | hardcourt, binnen | Patty Fendick Meredith McGrath     | Katrina Adams Jill Hetherington    | 6-1, 6-1      | details       |
| 1991-11-11 | Jello Classic                  | Tier IV       | 150.000       | hardcourt, binnen | Patty Fendick Gigi Fernández       | Katrina Adams Mercedes Paz         | 6-4, 6-2      | details       |
| 1992-11-09 | Indianapolis Classic           | Tier IV       | 150.000       | hardcourt, binnen | Katrina Adams Elna Reinach         | Sandy Collins Mary-Lou Daniels     | 5-7, 6-2, 6-4 | details       |